# Trubčevskij rajon
Il Trubčevskij rajon (in russo Трубчевский район?) è un rajon dell'Oblast' di Brjansk, nella Russia europea; il capoluogo è Trubčevsk. Istituito nel 1929, ricopre una superficie di 1.843,2 chilometri quadrati e nel 2010 ospitava una popolazione di 38.455 abitanti.